# Червенокрак рибояд
Червенокракият рибояд (Sula sula) е голяма морска птица от семейство Рибоядови (Sulidae). Както подсказва името, възрастните винаги имат червени крака, но цвета на оперението варира. Те са силни и гъвкави, но са тромави при излитане и кацане. Обитават тропиците и колониално в крайбрежните региони, особено по острови.

## Подвидове
- S. s. rubripes Gould, 1838
- S. s. sula (Linnaeus, 1766)
- S. s. websteri Rothschild, 1898

## Описание
Червенокракият рибояд е най-малкият от всички видове рибояди с дължина около 70 cm и размах на крилете до 1 метър. Има червени крака, а оперението му по врата е оцветено в розово и синьо. По главата оперението е предимно бяло (често с примесено жълтеникаво), а летателните пера са черни. Някои от тях имат черна опашка и като цяло са кафяви. Червенокракият рибояд има бял корем, бяла глава, бяла опашка и бели крила с черно в края, а при някои крилата са кафяви. Те често се размножават заедно. На Галапагоските острови, преобладават кафявите.
Като непълнолетни те са кафяви с тъмни крила и бледо розови крака, докато пиленцата са покрити с гъст, бял пух.

## Размножаване
Този вид обитава островите по тропиците в океана. По-голямата част от времето на разплод той прекарва в морето, и затова рядко се вижда далеч от гнездовите колонии. Гнезди в големи колонии, а яйцата му са сини и снесени в гнездо от пръчки, което се инкубира от двамата възрастни за 44-46 дни. Гнездото обикновено се поставя на някое дърво или храст, но също така могат да гнездят и на земята.
Двойките от червенокраки рибояди могат да останат заедно в продължение на няколко сезона. Те изпълняват сложни поздравителни ритуали, включително и кратки танци.
Червенокраките рибояди са забележителни водолази, дълбоко в океана развиват високи скорости, за да уловият плячката си. Те се хранят главно с дребни риби или калмари, които се събират в групи, в близост до повърхността.